# Premis literaris Ciutat de Palma
Els Premis literaris Ciutat de Palma són un conjunt de premis literaris convocats per l'Ajuntament de Palma des de 1955. En principi han estat premiades les obres en llengua catalana. Però en una decisió no exempta de polèmica, l'ajuntament en mans del PP incorpora l'any 2004 premis en llengua castellana. L'any 2007, l'Ajuntament progressista reinstaura l'única modalitat en llengua catalana. El 2011 l'Ajuntament de Palma, governat pel Partit Popular de Balears converteix en bilingües els guardons.
- Premi Llorenç Villalonga de Novel·la, dotat amb 18.000 euros
- Premi Joan Alcover de Poesia, dotat amb 9.000 euros

Entre els anys 2004 i 2007 hi ha hagut també els premis en llengua castellana:
- Premi Camilo José Cela de Novel·la en Castellà, dotat amb 18.000 euros
- Premi Rubén Darío de Poesia en Castellà, dotat amb 9.000 euros

## Història
Les categories d'aquest guardó han anat evolucionant, algunes es van mantenir molts anys i altres van durar poc. En la primera convocatòria es van concedir premis per a quatre categories. Inicialment, es va crear el Premi Gabriel Maura per a novel·la o prosa narrativa, que passà a dir-se Llorenç Vilallonga més endavant, el Premi Joan Alcover de poesia, el Premi Bartomeu Ferrà de teatre i el Premi Miquel dels Sants Oliver de periodisme.
Més endavant ha sorgit el premi Mossèn Antoni Maria Alcover de folklore, el premi Antoni Ribas de pintura, el premi Antoni Noguera de música, el premi Josep Maria Quadrado de monografies històriques sobre Balears, el premi Pere Ripoll de dret foral, el premi Escultor Galmés d'escultura i el premi Camilo José Cela d'assaig, entre d'altres.